# HERO (2015年の映画)
『HERO』（ヒーロー）は、2015年7月18日に公開された木村拓哉主演の日本映画。フジテレビ系列「月9」枠で放送されたテレビドラマ『HERO』の映画版第2作。

## あらすじ
事務官だった時代から8年、雨宮舞子（松たか子)は、大阪地検難波支部の検事になっていた。広域暴力団が絡んだ恐喝事件の重要証人であるコンパニオンの女性に事情聴取しようとした矢先に、女性は東京で交通事故死した。捜査の為に古巣の東京地検城西支部へ向かい、久里生公平（木村拓哉)と再会する雨宮。
コンパニオンの事故現場がネウストリア公国の大使館裏であり、事故前に大使館勤務のコールマンと会っていたことを知る久里生。しかし、外交特権のある大使館で事情を聞くことは不可能だった。大使館について嗅ぎ回る久里生を外務省に呼び出し、厳重注意する欧州局長の松葉。
屋台でおでんを食べている久里生を狙ってダンプカーが突っ込んで来た。幸い軽症で済んだが検事が命を狙われたことで、城西支部の面々の心に火がついた。雨宮が追っていた暴力団とコールマンが違法薬物の密輸で繋がっており、その事実を知ったコンパニオンを殺したと推測し、粘り強く捜査を続ける検事たち。
雨宮が裕福な婚約者から調達して来たパーティーの招待状によってネウストリア大使館に潜入する久里生と雨宮。コンパニオンが死亡する直前に大使館内にいた証拠は掴んだが、治外法権によって手を出すことは出来なかった。
大使館を捜査する為に外務省の松葉の前に証拠を並べて直訴する久里生と城西支部の検事たち。暴力団と接触した外国人の映像が大使館のナンバー2である公使だと知った松葉は、新任のネウストリア大使に私的に事情を話し、公使と部下コールマンの麻薬密売の罪は暴かれた。大阪に戻った雨宮は婚約を解消し、久里生のように正義を求める検事となるべく精進する覚悟を決めた。

## 登場人物

### 主要人物
久利生 公平
演 - 木村拓哉
東京地検城西支部の検事。
雨宮 舞子
演 - 松たか子
大阪地検難波支部の検事。かつての久利生の検察事務官。
麻木 千佳
演 - 北川景子
久利生担当の検察事務官。
松葉 圭介
演 - 佐藤浩市
外務省欧州局長。

### 東京地検城西支部
田村 雅史
演 - 杉本哲太
城西支部刑事部主任検事。
遠藤 賢司
演 - 八嶋智人
田村担当の検察事務官。
宇野 大介
演 - 濱田岳
城西支部刑事部検事。
末次 隆之
演 - 小日向文世
宇野担当の検察事務官。
馬場 礼子
演 - 吉田羊
城西支部刑事部検事。
井戸 秀二
演 - 正名僕蔵
礼子担当の検察事務官。
川尻 健三郎
演 - 松重豊
城西支部刑事部部長検事。
牛丸 豊
演 - 角野卓造
東京地検本庁次席検事。
小杉 啓太
演 - 勝矢
城西支部警備員。

### 大阪地検難波支部
一ノ瀬 隆史
演 - 大倉孝二
雨宮担当の検察事務官。
木下 高雄
演 - イッセー尾形
難波支部刑事部部長検事。

### その他
マスター
演 - 田中要次
城西支部の検事・事務官が行きつけのバー「St.George's Tavern」のバーテンダー。
三城 紗江子
演 - 森カンナ
交通事故の被害者で、雨宮が担当する広域暴力団二崎会の恐喝事件の証人。パーティーコンパニオン。
徳本 健也
演 - 新井浩文
交通事故の加害者。被害者がいきなり道路に飛び出してきたと主張。
矢口 繁之
演 - 児嶋一哉（アンジャッシュ）
弁護士。雨宮のお見合い相手。
田村 美由紀
演 - 近藤春菜（ハリセンボン）
牛丸次席の娘で、田村の妻。写真のみでの出演。
ジャック・ローラン
演 - ジェームズ・C・バーンズ
ネウストリア公国大使。
クレマンス・ヴェルネ
演 - グレッグ・デール
ネウストリア公国公使。
エリック・コールマン
演 - エリック・ファーマン
ネウストリア公国大使館員。被害者が亡くなる2時間前に被害者と会っていた。
クリスチャン・カッセル
演 - マッシモ・ビオンディ
ネウストリア公国大使館員。
高城
演 ‐ 中丸新将
最高検監察指導部長。城西部長の川尻を大使館及び治外法権絡みで事情聴取を行う。
並木 佳津江
演 ‐ 峯村リエ
自称占い師の女。
壇原 段
演 ‐ 宇梶剛士
テレビシリーズで登場した刑事。
川端 可憐
演 ‐ 長野美郷

他出演
東根作寿英、佐渡稔、YOU、三浦貴大

## スタッフ
- 監督 - 鈴木雅之
- 脚本 - 福田靖
- 脚本協力 - 仁志光佑
- 音楽 - 服部隆之
- 主題曲 - 服部隆之「『HERO』 -Main Title-2015」
- 製作総指揮 - 日枝久、松岡功
- 製作代表 - 豊田皓、高井英幸
- 製作 - 亀山千広、島谷能成
- 製作統括 - 石原隆、飯島三智、市川南
- 企画 - 前田久閑、鈴木吉弘
- 選曲 - 藤村義孝
- 撮影 - 蔦井孝洋
- 美術 - 荒川淳彦
- 録音 - 武進
- 照明 - 疋田ヨシタケ
- 編集 - 田口拓也
- 助監督 - 足立公良
- 音響効果 - 壁谷貴弘
- VFXスーパーバイザー - 小坂一順
- スクリプター - 戸国歩
- 装飾 - 野本隆行
- アソシエイトプロデューサー - 大澤恵、梶本圭
- ラインプロデューサー - 森賢正
- プロデューサー - 渡辺恒也、和田倉和利
- 製作 - フジテレビジョン、ジェイ・ドリーム、東宝、FNS27社
- 配給 - 東宝

## 撮影地
一部のロケは神戸フィルムオフィスの協力により兵庫県神戸市で行われ、ネウストリア公国大使館として兵庫県公館、雨宮舞子が勤める検察庁難波支部として海岸ビルヂングが使用された。

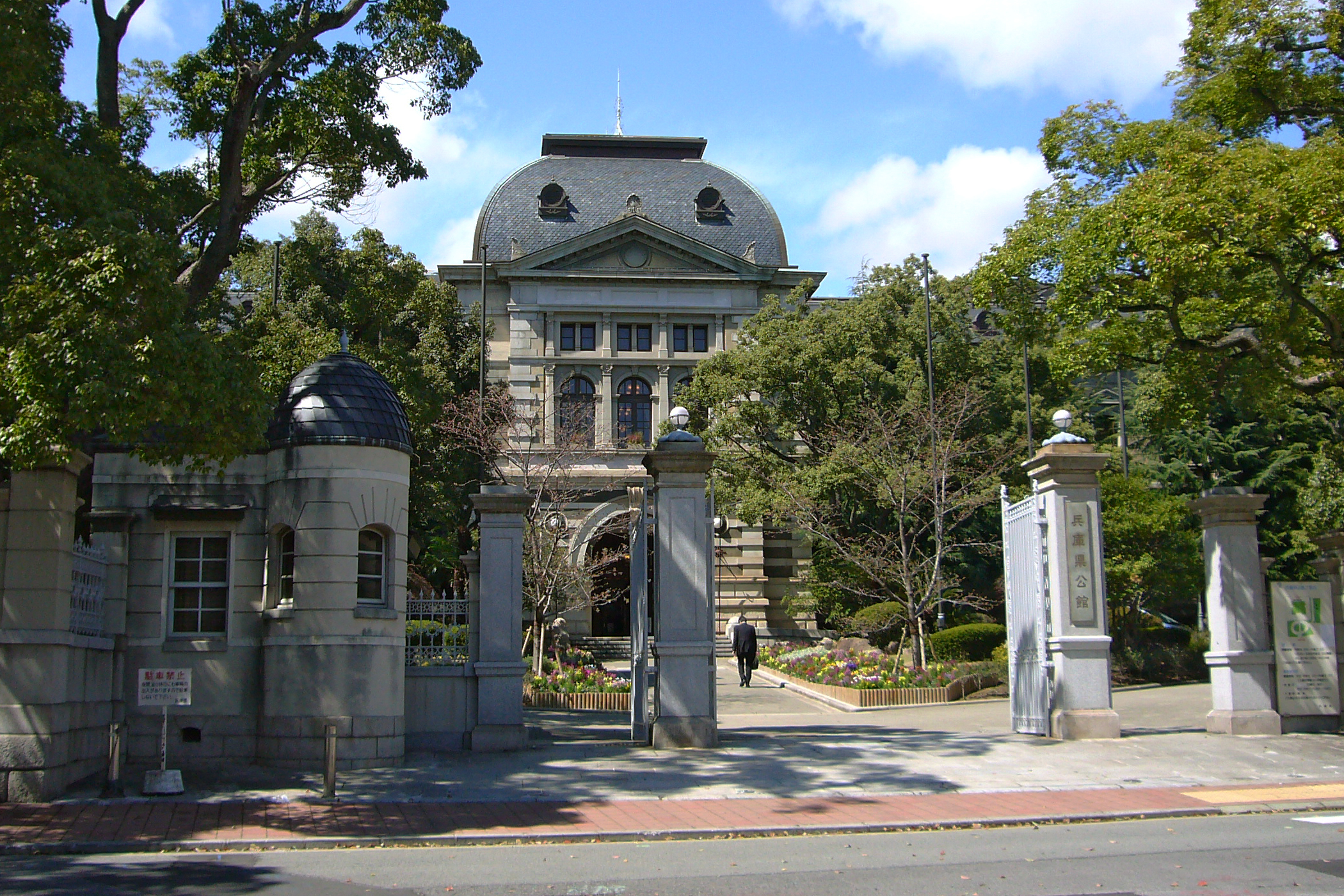
ロケ地・兵庫県公館
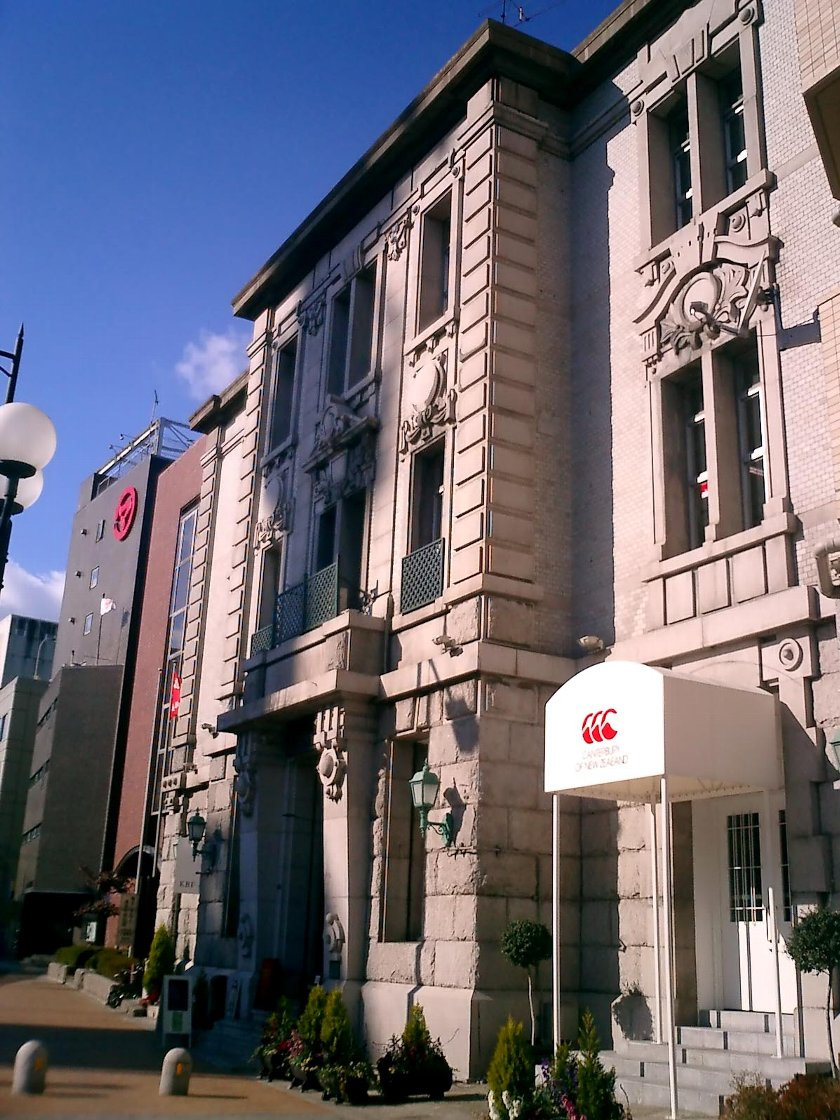
ロケ地・海岸ビルヂング

## HERO THE TV
公開当日の2015年7月18日（土曜日）21:00 - 23:10（『土曜プレミアム』枠）に生放送された。
出演者
- 木村拓哉
- 北川景子
- 濱田岳
- 松重豊
- 加藤綾子
- 勝俣州和
- 松たか子（ロケゲスト）

※陣内智則のプレゼンは時間の関係で省略となった（エンディングの浜辺のシーンで松たか子とのアドリブ）。

## 受賞
- 第40回報知映画賞
  - 助演女優賞（吉田羊）[注 1][5]
- 第33回ゴールデングロス賞（2015年） - 日本映画部門・優秀銀賞[6]

## テレビ放送
2016年12月10日に、フジテレビ系列の『土曜プレミアム』で地上波初放送された（21:00 - 23:20。解説放送 / 文字多重放送）。
2019年1月19日、2度目の地上波放送が決定した。

## DVD、Blu-ray
- 【DVD】HERO DVD スペシャル・エディション（2015）発売日：2016年1月20日
- 【DVD】HERO DVD スタンダード・エディション（2015）発売日：2016年1月20日

- 【Blu-ray】HERO Blu-ray スペシャル・エディション（2015）発売日：2016年1月20日
- 【Blu-ray】HERO Blu-ray スタンダード・エディション（2015）発売日：2016年1月20日

## 備考
- 本作で親子役を演じた角野卓造と近藤春菜（ハリセンボン）は、同年（2015年）のNTTドコモのCMでも親子役を演じている。
- 本作品で登場するペタンクは、実在するスポーツで、2007年から「SMAP×SMAP」内のコーナー「PETANQUE」でも木村拓哉と香取慎吾とゲストによる競技が行われていた。